# Мургузов, Гаджи Мурад Мамед оглы
Гаджи Мурад Мамед оглы Мургузов (азерб. Hacımurad Məmməd oğlu Murğuzov; 18 августа 1911, Казахский уезд — 1988, Казахский район) — советский азербайджанский агроном и педагог, Герой Социалистического Труда (1948).

## Биография
Родился 18 августа 1911 года в селе Орта Салахлы Казахского уезда Елизаветпольской губернии (ныне село в Казахском районе Азербайджана).
Участник Великой Отечественной войны. Воевал в звании младшего сержанта в 352 зенитном артиллерийском полку.
С 1937 года — агроном Акстафинской МТС, заведующий Акстафинским районным отделом сельского хозяйства, с 1964 года — учитель Енигюнской средней школы, с 1966 года — преподаватель Казахского сельскохозяйственного техникума. В 1947 году своей работой обеспечил перевыполнение в среднем по Акстафинскому району планового сбора урожая хлопка на 26,2 процентов.
Указом Президиума Верховного Совета СССР от 10 марта 1948 года за получение в 1947 году высоких урожаев хлопка Мургузову Гаджи Мурад Мамед оглы присвоено звание Героя Социалистического Труда с вручением ордена Ленина и золотой медали «Серп и Молот».
Активно участвовал в общественной жизни Азербайджана. Член КПСС с 1944 года.
Скончался в 1988 году в селе Марксовка Казахского района (ныне село Хатаи Акстафинского района).